# Batalha de Turnham Green
A Batalha de Turnham Green ocorreu em 13 de novembro de 1642 perto da vila de Turnham Green, no final da primeira temporada de campanha da Primeira Guerra Civil Inglesa. A batalha resultou em um impasse entre as forças do rei Carlos I e o exército parlamentar muito maior sob o comando do Conde de Essex. Ao bloquear o caminho do exército monarquista para Londres imediatamente, no entanto, os parlamentares obtiveram uma importante vitória estratégica, já que o impasse forçou Carlos e seu exército a recuar para Oxford para garantir quartéis de inverno.

## Consequências
Charles, mais uma vez contrariando o conselho de Rupert, recuou para o Vale do Tâmisa em direção a Oxford, perdendo a possível chance de um movimento de flanco através do leal Kent. Ele montou seu quartel-general lá para o resto da guerra; nunca mais durante a guerra civil os monarquistas chegariam tão perto de capturar Londres, e sem Londres eles não poderiam vencer a guerra.